# Haddadus binotatus
Haddadus binotatus es una especie anfibio perteneciente a la familia Craugastoridae.

## Distribución y hábitat
Es endémica de  Brasil. Su hábitat natural son los bosques húmedos de las tierras bajas o de las montañas subtropicales o tropical. Está considerada en peligro por la pérdida de hábitat.